# تک‌لاکه‌ای‌ها

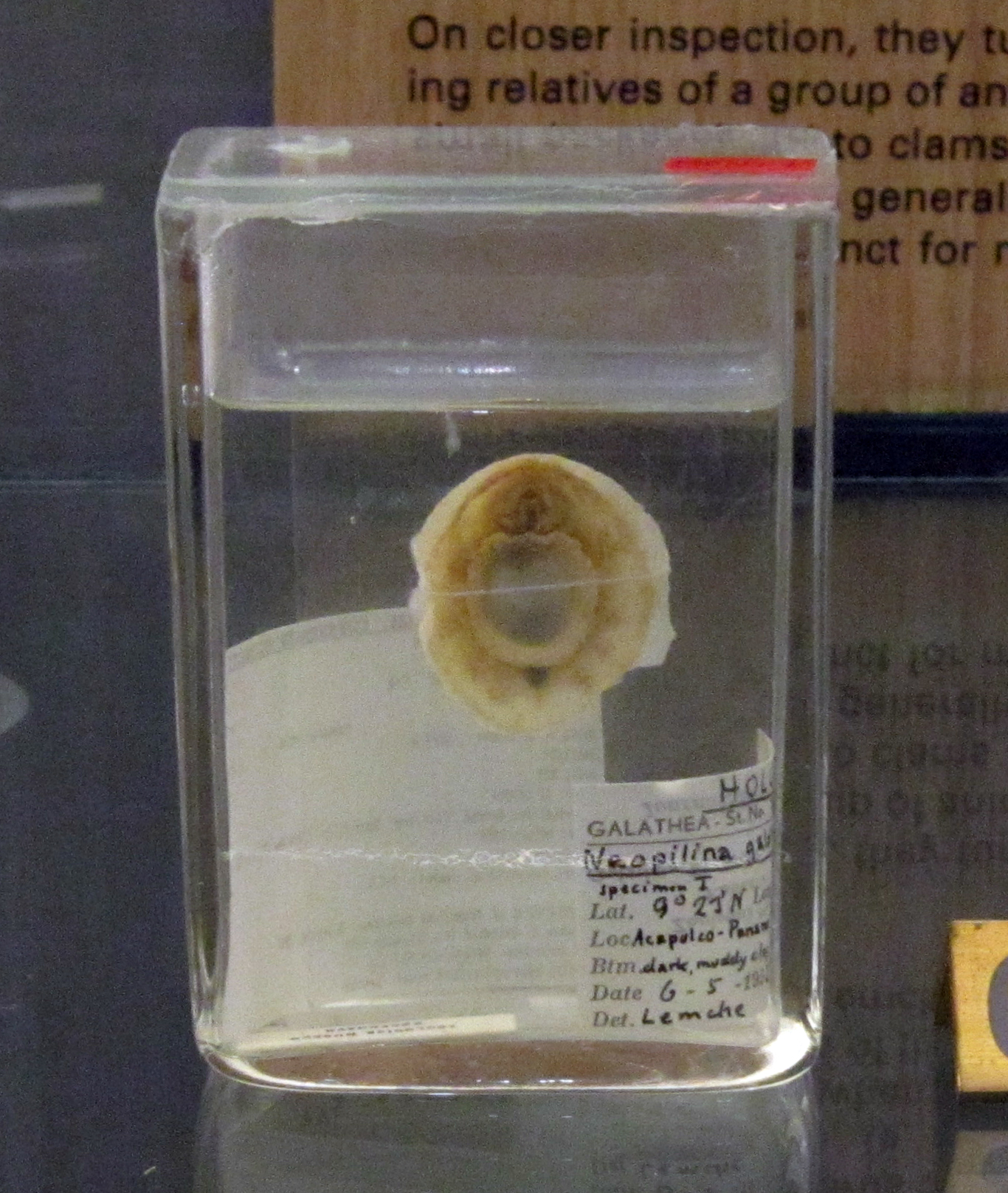
یک تک لاکه ای

تَک‌لاکه‌ایان یا تَک‌کفه‌ایان (به انگلیسی: Monoplacophora) رده‌ای از جانوران هستند. تک‌لاکه‌ایان رده‌ای از نرم‌تنان صدف‌دار هستند.
زیست‌شناسان تا مدت‌ها این سازواره‌ها (ارگانیزم‌ها) را از طریق بازمانده‌های سنگواره‌ای می‌شناختند. این سنگواره‌ها به مدت زمان میان کامبرین آغازین تا دوونین میانی مربوط می‌شود (پیرامون ۵۵۰ تا ۳۸۰ میلیون سال پیش). تا این‌که در آوریل ۱۹۵۲ یک نمونه زنده از درازگودال آمریکای میانی در روبه‌روی کرانه‌های کستاریکا دراقیانوس آرام(کبیر) یافت شد.
پوسته آن‌ها در حدود ۲ تا ۵ سانتیمتر طول دارد. برخی دانشمندان تک‌کفه‌ایان را پیوند میان دوکفه‌ای‌ها و نیاکان زرفینیان (کرم‌های حلقوی دریایی) می‌دانند.